# Liste von Physikerinnen
Dies ist eine Liste von Physikerinnen, die durch Beiträge zur Physik und als Hochschullehrerinnen bekannt sind. Physikerinnen, die in erster Linie aufgrund einer fachfremden Tätigkeit wie zum Beispiel als Politikerin (Angela Merkel), Sportlerin (Jutta Kleinschmidt), Umweltaktivistin (Vandana Shiva), Astronautin (Kathryn Ryan Cordell Thornton) oder Journalistin bekannt sind, werden nicht hier, sondern in der Liste bekannter Physiker in anderen Berufsfeldern aufgeführt. Aufgenommen wurden auch Frauen, die eine historische Vorreiterrolle spielten.
Astronominnen sind in der Liste von Astronominnen aufgeführt. Historikerinnen sind extra aufgeführt. Mathematikerinnen, die auch Beiträge zur Physik geliefert haben, aber ihren Schwerpunkt deutlich auf mathematischem Gebiet haben, wie Karen Uhlenbeck, Emmy Noether, Olga Alexandrowna Ladyschenskaja, Ingrid Daubechies, Hilda Geiringer, sind nicht aufgeführt (siehe Liste bedeutender Mathematikerinnen). Aufgeführt sind unter anderem die Trägerinnen des Hertha-Sponer-Preises und andere Preisträgerinnen und einige der in der Broschüre Einsteins Kolleginnen (siehe Literatur) aufgeführten Physikerinnen.

## Physikerinnen

### A

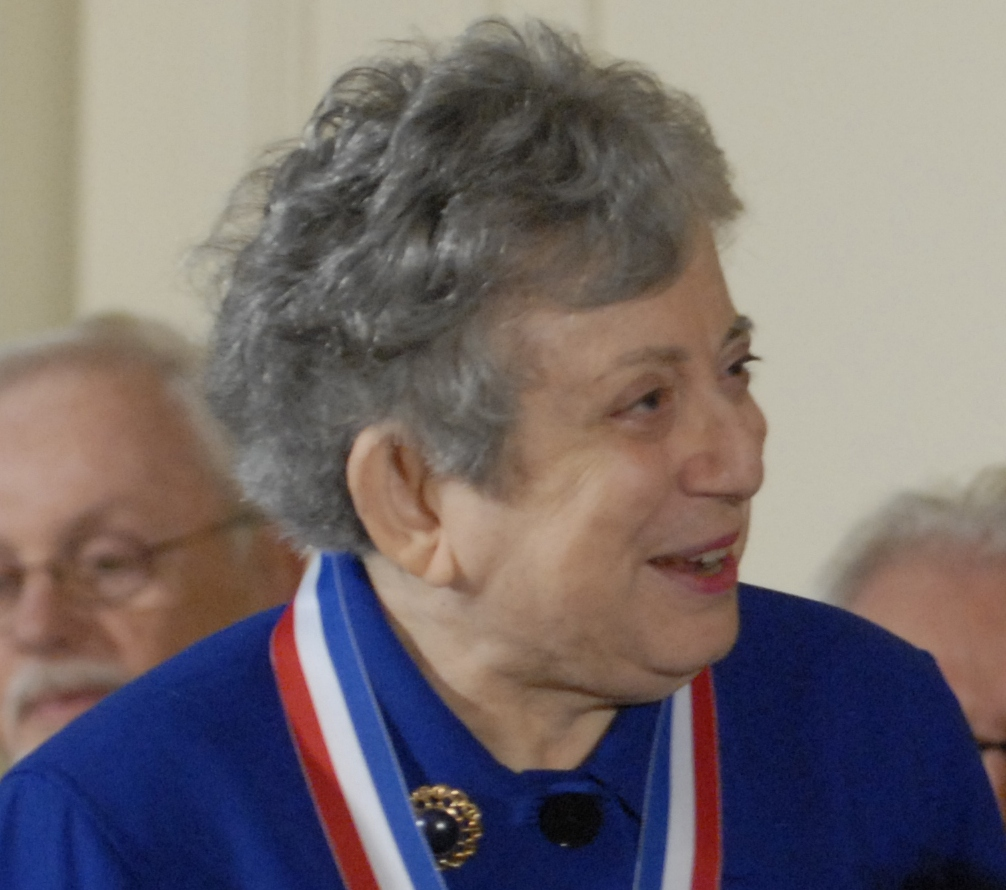
Fay Ajzenberg-Selove (2008)

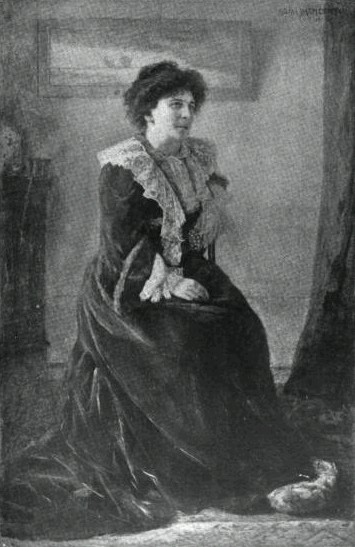
Hertha Marks Ayrton (1909)

- Claudia Alexander (1959–2015), kanadisch-amerikanische Astrophysikerin
- Carol Alonso (* 1941), kanadisch-amerikanische Physikerin, Mitentdeckerin des Elementes Seaborgium
- Angelika Anders-von Ahlften (1949–2008), Biophysikerin, Uni Hannover
- Almudena Arcones (* 1979), theoretische Astrophysik, TU Darmstadt
- Fay Ajzenberg-Selove (1926–2012), Kernspektroskopie, Haverford College und University of Pennsylvania
- Gisela Anton (* 1955), Hochenergiephysik, medizinische Physik, Universität Erlangen-Nürnberg, Leibnizpreis 1994
- Elena Aprile (* 1954), experimentelle Teilchenphysik, Columbia University, Premio Enrico Fermi 2021
- Engin Arık (1948–2007), experimentelle Teilchenphysik, Bosporus-Universität Istanbul
- Marion Asche (1935–2013), Halbleiterphysik, Akademie der Wissenschaften der DDR und Humboldt-Universität Berlin
- Hertha Ayrton (1854–1923), Plasmaphysik am Lichtbogen, Rippelmarken, Großbritannien, Hughes-Medaille 1906

### B

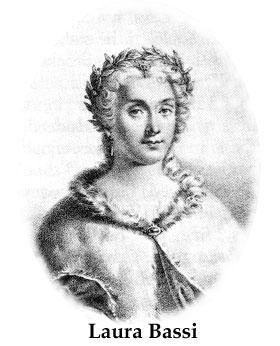
Laura Bassi

- Milla Baldo Ceolin (1924–2011), experimentelle Teilchenphysik, Prof. in Padua
- Marcia Barbosa (* 1960), Prof. an der Universidade Federal do Rio Grande do Sul
- Beatriz Barbuy (* 1950), Astrophysik, Prof. an Universidad de Sao Paulo
- Laura Bassi (1711–1778), Prof. für Philosophie und Physik in Bologna, erste neuzeitliche Universitätsprofessorin Europas
- Katrin Becker (* 1967), theoretische Elementarteilchenphysik und Kosmologie, Texas A&M University
- Melanie Becker (1966–2020), theoretische Elementarteilchenphysik und Kosmologie, Texas A&M University
- Silke Biermann (* 1978), theoretische Festkörperphysik, Professorin an der École polytechnique
- Tatjana Maximowna Birschtein (1929–2022), Prof. Staatliche Universität Sankt Petersburg, UNESCO-L’Oréal-Preis
- Marietta Blau (1894–1970), experimentelle Kern- und Teilchenphysik
- Katharine B. Blodgett (1898–1979), Dünnschichttechnik, Forschungslabors der General Electric
- Elizabeth Monroe Boggs (1913–1996), sie veröffentlichte als Elizabeth Monroe oder E. M. Boggs, Physikalische Chemie
- Katharina Boll-Dornberger (1909–1981), Kristallstrukturanalyse, Humboldt-Universität Berlin und Akademie der Wissenschaften der DDR
- Christiane Bonnelle, Prof. Universität Paris VI, Röntgen-Spektroskopie
- Hélène Bouchiat (* 1958), experimentelle Festkörperphysik, Quantentransport in mesoskopischen Systemen, Universität Paris-Süd und CNRS
- Marie-Anne Bouchiat (* 1934), experimentelle Atomphysik, Laboratorium Kastler-Brossel der École Normale Supérieure Paris
- Jenny Bramley (1909–1997), unter anderem Prof. an der University of Oregon, Optik, Atom- und Molekülphysik
- Catherine Bréchignac (* 1946), CNRS/Universität Paris-Süd, Generaldirektorin (1997–2000) und Präsidentin (2006–2010) des CNRS
- Françoise Brochard-Wyart (* 1944), Institut Curie in Paris, weiche Materie, promovierte bei Pierre-Gilles de Gennes, Prix Jean Ricard 1998
- Harriet Brooks (1876–1933), experimentelle Atom- und Kernphysik, Mitarbeiterin Rutherfords
- Dagmar Bruß (* 1963), Prof. in Düsseldorf, Quanteninformatik
- Silke Bühler-Paschen (* 1967), Festkörperphysik, TU Wien
- Margaret Burbidge (1919–2020), Astrophysik, Direktorin des Royal Greenwich Observatory, Professorin an der UCSD

### C

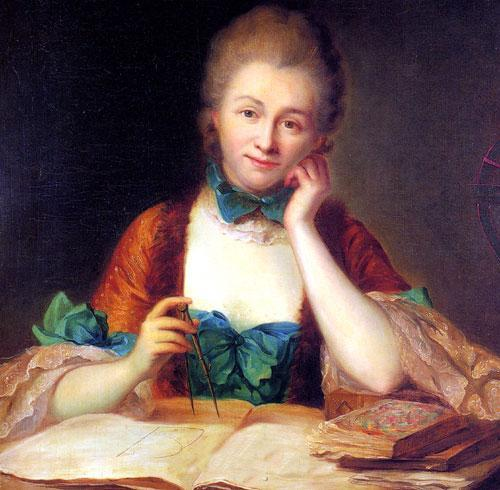
Émilie du Châtelet

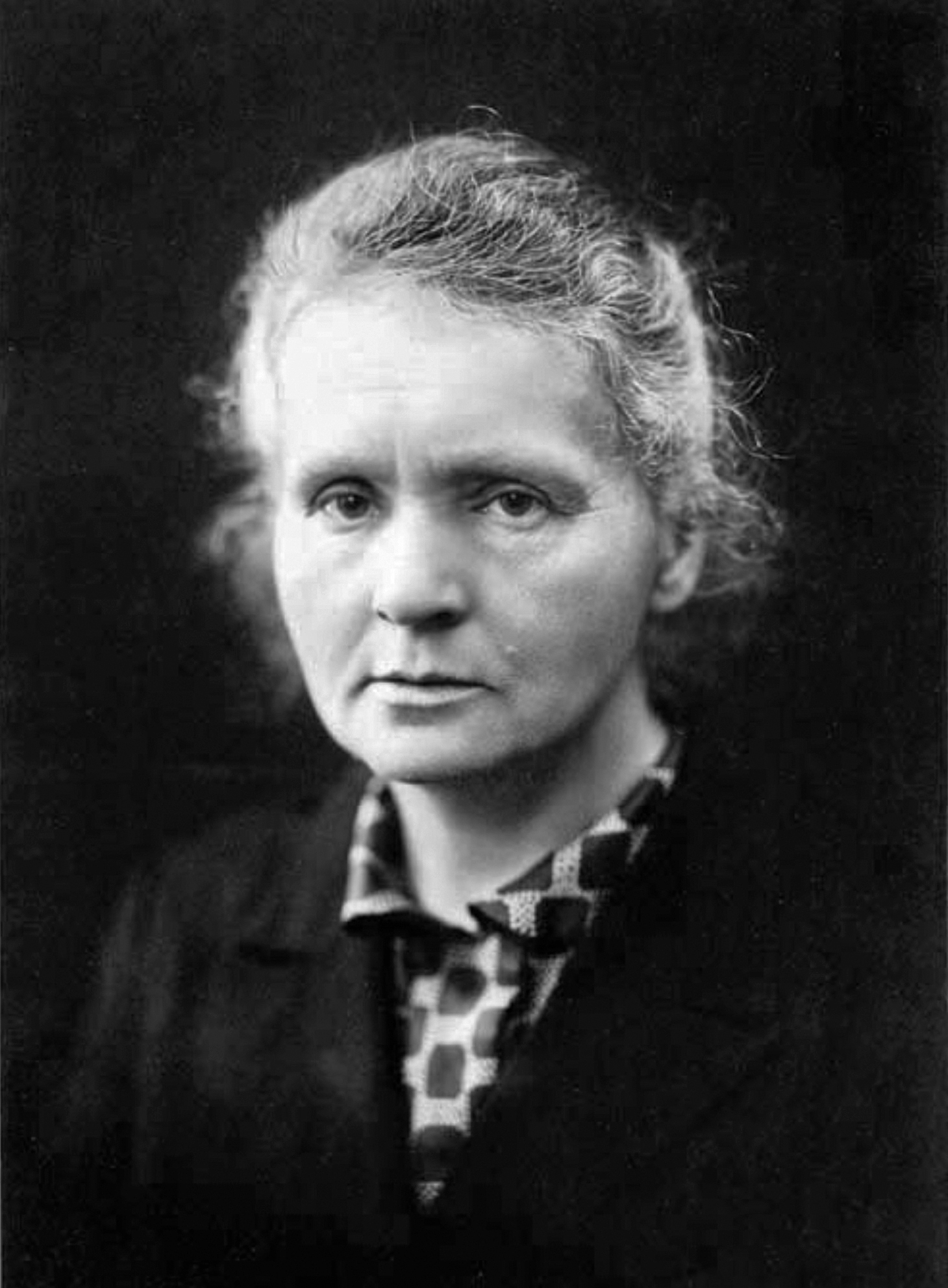
Marie Curie (1920)

- Élisabeth Charlaix (* 1958), seit 1997 Prof. an der Universität Claude-Bernard in Lyon und seit 2010 in Grenoble, Nanofluidik und Kräfte Flüssigkeit-Wand, 2006 Prix Jean Ricard
- Yvette Cauchois (1908–1999), chemische Physik, Atomphysik, Röntgenkristallographie, Prof. an der Universität Paris VI
- Margaret Cavendish (1623–1673), Herzogin von Newcastle
- Renate Chasman (1932–1977, geborene Wiener), Beschleunigerphysik, Brookhaven National Laboratory
- Émilie du Châtelet (1706–1749)
- Yvonne Choquet-Bruhat (1923–2025)
- Mildred Cohn (1913–2009)
- Françoise Combes (* 1952), Astrophysikerin und Kosmologin, Prof. Collège de France, UNESCO-L’Oréal-Preis
- Janine Connes (geb. Roux), Orsay, Fouriertransform-Spektroskopie
- Janet Conrad (* 1963), Columbia University, Neutrinophysik
- Anne Conway (1631–1679)
- Esther M. Conwell (1922–2014), University of Rochester, Festkörperphysik, National Medal of Science 2009[1]
- Erika Cremer (1900–1996)
- Leticia Cugliandolo (* 1965)
- Marie Curie (1867–1934), Nobelpreis für Physik 1903, Nobelpreis für Chemie 1911, internationaler Radiumstandard „Curie“, Radiologin im Ersten Weltkrieg

### D
- Sally Dawson (* 1955), theoretische Teilchenphysik, Brookhaven National Laboratory
- Cornelia Denz (* 1963), nichtlineare Optik, Prof. Westfälische Wilhelms-Universität Münster, seit 2022 Präsidentin der Physikalisch-Technischen Bundesanstalt
- Cécile DeWitt-Morette (1922–2017), Quantenfeldtheorie, Prof. University of Texas in Austin, Gründerin der Les-Houches-Sommerschulen für theoretische Physik in Frankreich
- Constance Dilworth (1924–2004), Elementarteilchenphysik, Astrophysik, Prof. in Mailand, mit Giuseppe Occhialini verheiratet.
- Bianca Dittrich (* 1977), Quantengravitation, Perimeter Institute und vorher MPI Gravitationsphysik Golm
- Athene Donald (* 1953), Mott-Medaille, UNESCO-L’Oréal-Preis
- Klara Döpel (geb. Mannß, 1900–1945, siehe Robert Döpel)
- Louise Dolan (* 1950), theoretische Physik, Maria Goeppert-Mayer Award 1987, Prof. an der University of North Carolina
- Nancy Dowdy (* 1938), Kernphysik, ehemals Argonne National Lab und Universität Chicago, Abrüstungsexpertin, wesentlich am START-Abkommen 1991 beteiligt
- Persis Drell (* 1955), Teilchenphysik, Stanford University, 2007–2014 Direktorin des Stanford Linear Accelerator Center
- Mildred Dresselhaus (1930–2017), Physik und Elektrotechnik, Massachusetts Institute of Technology
- Barbara Drossel (* 1963), Prof. TU Darmstadt, statistische Physik[2]
- Janette Dunlop (1891–1971), arbeitete und veröffentlichte mit dem späteren Nobelpreisträger Charles Glover Barkla

### E
- Gisela Eckhardt (1926–2020), Laserpionierin, Mitentwicklerin des Raman-Lasers
- Helen Edwards (1936–2016), Beschleunigerphysik, Fermilab
- Tatjana Ehrenfest-Afanassjewa (1876–1964), u. a. Statistische Mechanik, Ehefrau von Paul Ehrenfest
- Magda Ericson (* 1929), Prof. in Lyon, Kernphysik
- Ayşe Erzan (* 1949), theoretische Physikerin, emeritierte Professorin an der İstanbul Teknik Üniversitesi, UNESCO-L’Oréal-Preis

### F
- Marie Farge (* 1953), CNRS, Paris, numerische Simulation in der Hydrodynamik
- Glennys Farrar, theoretische Teilchenphysik, promovierte 1971 in Princeton, Prof. an der New York University
- Sylvia Fedoruk (1927–2012), Nuklearmedizin, University of Saskatchewan, zudem erfolgreiche Curlerin und 1988–1994 Vizegouverneurin von Saskatchewan
- Francesca Ferlaino (* 1977), Universität Innsbruck, experimentelle Forschung zu Quantenmaterie
- Katharina Franke (* 1977), FU Berlin, Festkörperphysik, Hertha-Sponer-Preis 2012
- Melissa Franklin (* 1956), Harvard University, experimentelle Teilchenphysik
- Rosalind Franklin (1920–1958), Röntgenstrukturanalyse, London, trug wesentlich zur Aufklärung der Doppelhelix-Struktur der DNA bei
- Ursula Franklin (1921–2016), Archäometrie, Technikfolgenabschätzung, Friedensforschung, Prof. Universität Toronto
- Phyllis Freier (1921–1992), Prof. University of Minnesota, Kosmische Strahlung

### G

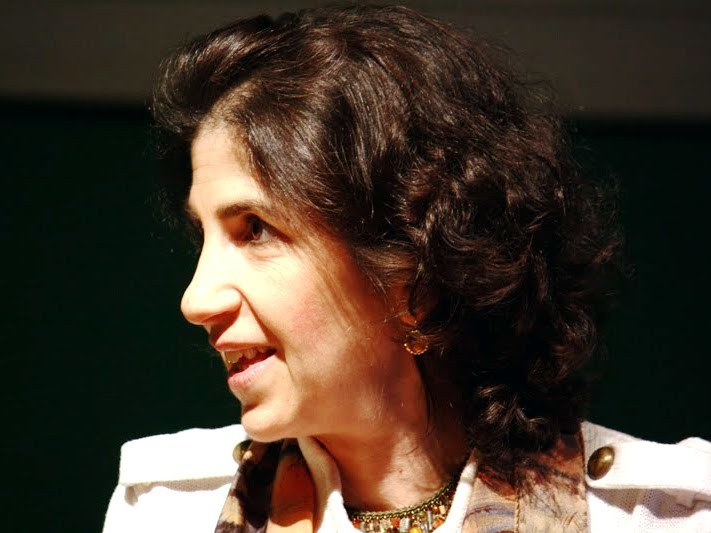
Fabiola Gianotti (2009)

- Mary Gaillard (1939–2025), theoretische Elementarteilchenphysik, Annecy, Berkeley
- Tetyana Galatyuk, Schwerionenstöße, TU Darmstadt, Röntgen-Preis 2013 für die Klärung des DLS-Puzzles bei der Dileptonproduktion in Schwerionenstößen.
- Fanny Gates (1872–1931), Schülerin von Rutherford, Radioaktivität
- Ille Gebeshuber (* 1969), Nanotechnik, Technische Universität Wien, früher University Kebangsaan Malaysia
- Gillian Gehring (* 1941), Magnetismus, University of Sheffield, Mott-Medaille 2009
- Claire Gmachl (* 1967), Quantenkaskadenlaser, Princeton University
- Élisabeth Giacobino, französische Experimentalphysikerin am Laboratoire Kastler Brossel, Paris, Forschungsdirektorin der CNRS, Laserspektroskopie (seit 1970er Jahren), nichtlineare Optik, Quanteninformationstheorie, 2010 Prix Félix Robin
- Fabiola Gianotti (* 1960), CERN, 2009 bis 2013 Sprecherin der ATLAS-Kollaboration, ab 2016 Generaldirektorin des CERN
- Ellen Gleditsch (1879–1968), Schülerin von Marie Curie, Prof. für Chemie in Oslo, Messungen radioaktiver Zerfälle
- Maria Goeppert-Mayer (1906–1972), Nobelpreis für Physik 1963
- Gertrude Goldhaber (Gertrude Scharff-Goldhaber, 1911–1998), experimentelle Kernphysik, Brookhaven National Laboratory
- Sulamith Goldhaber (1923–1965), experimentelle Teilchenphysik, Lawrence Radiation Laboratory
- Alice Golsen (1889–1940), Experimentalphysikerin, Universität Frankfurt, erste präzise Messung des Strahlungsdrucks von Licht
- Anna Grassellino (* 1981), Fermilab, supraleitende Hohlraumresonatoren
- Laura Greene (* 1952), Festkörperphysik, University of Illinois at Urbana-Champaign und Florida State University, 2017 Präsidentin der American Physical Society
- Sibylle Günter (* 1964), theoretische Physik, wissenschaftliche Direktorin am Max-Planck-Institut für Plasmaphysik

### H

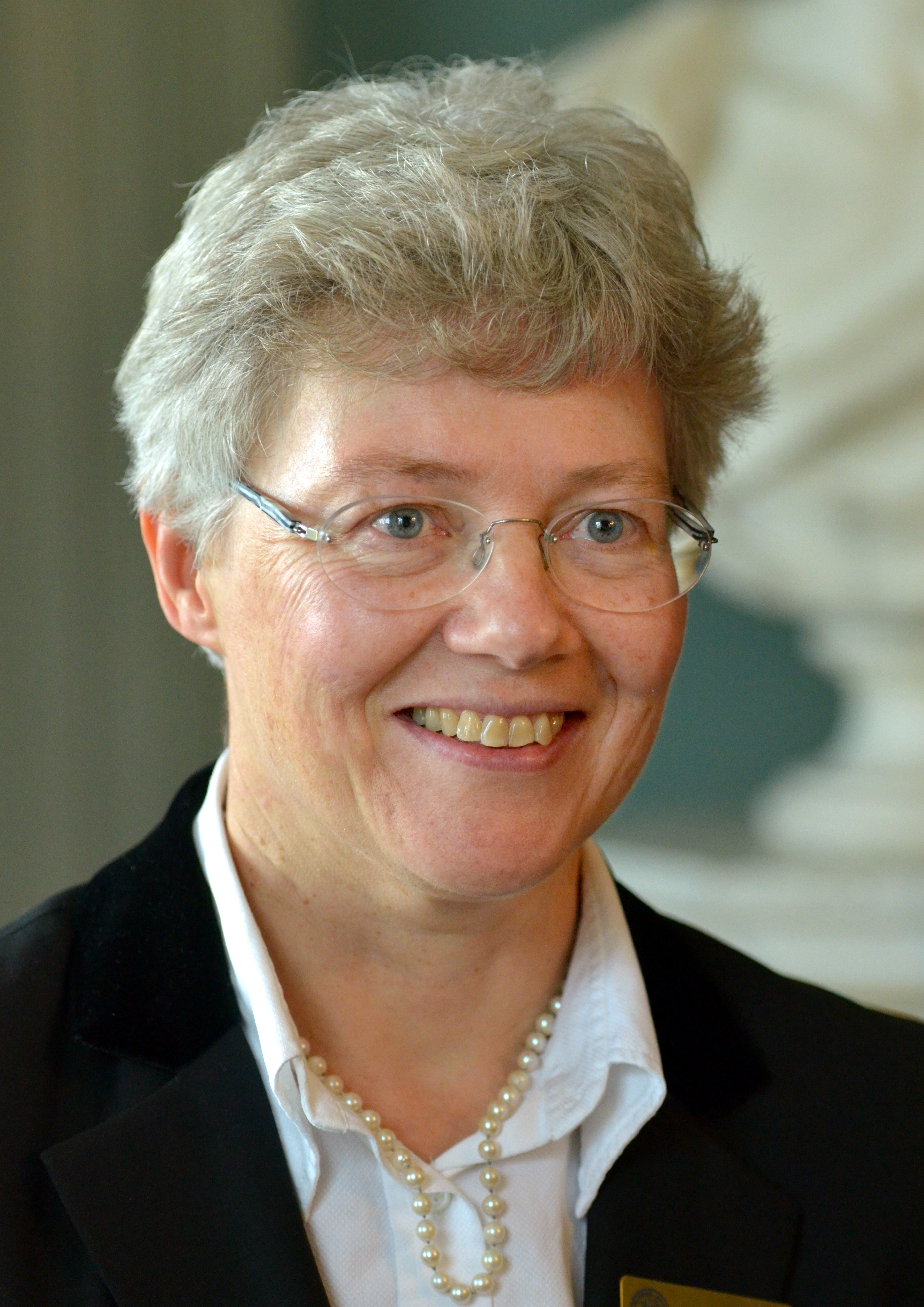
Anne L’Huillier (2012)

- Caren Hagner (* 1963), Neutrinophysik, Universität Hamburg
- Hilda Hänchen, Hilda Lindberg-Hänchen bzw. Hilda Lindberg (1919–2013), Goos-Hänchen-Effekt mit Fritz Goos
- Karen Hallberg (* 1964), Prof. Instituto Balseiro und Forschungsdirektorin am Centro Atómico (Atomzentrum) in Bariloche
- Gail G. Hanson (* 1947), experimentelle Teilchenphysik, Indiana University, Panofsky-Preis 1996
- Lene Hau (* 1959), experimentelle Quantenphysik, Harvard University
- Isolde Hausser (1889–1951), Radartechnik, Strahlenforschung in der Medizin, Strahlentherapie, Kaiser-Wilhelm-Institut für medizinische Forschung in Heidelberg
- Martina Havenith-Newen (* 1963), Universität Bochum, Molekülphysik, Human Frontier Science Award[2]
- Evans Hayward (1922–2020), Kernphysik, National Institute of Standards[3]
- Martina Hentschel (* 1971), MPI Komplexe Systeme Dresden, Festkörperoptik, Mikrolaser, Hertha-Sponer-Preis 2011
- Lieselott Herforth (1916–2010), 1965–1968 Rektorin der TU Dresden, Mitglied des Staatsrats und der Volkskammer der DDR
- Grete Hermann (1901–1984), Mathematikerin, Physikerin, Philosophin und Pädagogin, unter anderem Philosophie der Quantenphysik, Mitgründerin und 1947–1950 Leiterin der PH Bremen
- Joan Hinton (1921–2010), Kernphysik, beteiligt am Manhattan-Projekt, lebte seit 1949 in der Volksrepublik China
- Regina Hitzenberger (* 1957), Aerosol- und Clusterphysik, Professorin Universität Wien
- Dorothy Hodgkin (1910–1994), Röntgenstrukturanalyse, Universität Oxford, Nobelpreis für Chemie 1964
- Anne L’Huillier (* 1958), Atomphysik, Professorin in Lund, Julius-Springer-Preis 2003, Nobelpreis 2023

### J

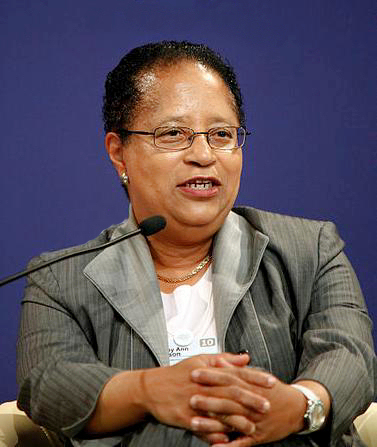
Shirley Ann Jackson 2010 beim Weltwirtschaftsforum in China

- Barbara Jacak (* 1957), experimentelle Kernphysik, Los Alamos National Laboratory, State University of New York at Stony Brook, Lawrence Berkeley National Laboratory
- Cecilia Jarlskog (* 1941), theoretische Teilchenphysik, nacheinander Professorin in Bergen, Stockholm und Lund
- Deborah Jin (1968–2016), experimentelle Quantenphysik, National Institute of Standards and Technology (NIST)
- Irène Joliot-Curie (1897–1956), experimentelle Kern- und Teilchenphysik, Paris, Tochter von Marie und Pierre Curie, Nobelpreis für Chemie 1935
- Shirley Ann Jackson (* 1946), Festkörper- und Quantenphysik, zweite in Physik promovierte Afroamerikanerin, 1991–1995 Professorin Rutgers University, 1995–1999 Vorsitzende der Nuclear Regulatory Commission, ab 1999 Präsidentin des Rensselaer Polytechnic Institute

### K

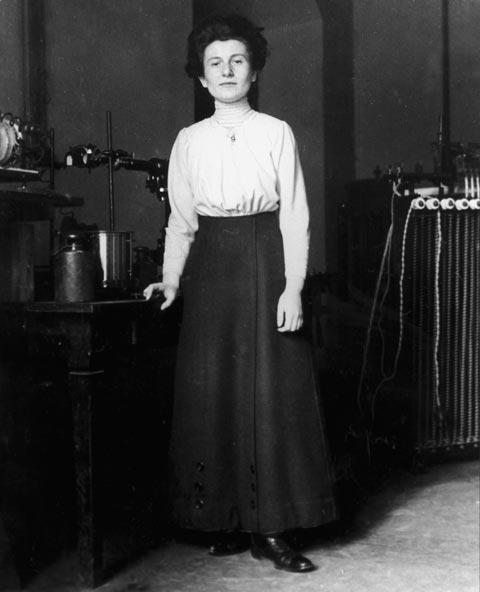
Hedwig Kohn (1912)

- Renata Ernestowna Kallosch (* 1943), Quantenfeldtheorie, Lomonossow-Universität Moskau (1981–1989), Stanford University (ab 1990)
- Vassiliki Kalogera (* 1971), Astrophysik und Astronomie, Northwestern University
- Birgit Kanngießer (* um 1965), Röntgenfluoreszenzanalyse, TU Berlin, Röntgenpreis der Justus-Liebig-Universität Gießen 2008
- Berta Karlik (1904–1990), experimentelle Kernphysik, Universität Wien
- Bruria Kaufman (1918–2010), allgemeine Relativitätstheorie und statistische Physik, Weizmann-Institut, dann Universität Haifa
- Ursula Keller (* 1959), Ultrakurzpuls-Laserphysik, ETH Zürich, 2018 Europäischer Erfinderpreis, 2019 IEEE Edison Medal, 2020 Frederic Ives Medal
- Sabine H. L. Klapp, Komplexe Fluide,[4] seit 2009 Professorin an der TU Berlin
- Olga Kocharovskaya (* 1956), Quantenoptik, Texas A & M University, Willis-E.-Lamb-Preis
- Hedwig Kohn (1887–1964), Spektroskopie[5]
- Corinna Kollath (* 1976), theoretische Quantenphysik, seit 2013 Professorin am Physikalischen Institut der Universität Bonn, Hertha-Sponer-Preis 2009
- Noemie Benczer Koller (* 1933), Kernphysik, Prof. an der Rutgers University
- Barbara Kraus (* 1975), theoretische Quantenphysik und Quanteninformatik, seit 2023 Professorin an der TU München
- Doris Kuhlmann-Wilsdorf (1922–2010), Metallurgie, Prof. University of Virginia, Heyn-Medaille 1988
- Jutta Kunz (* 1955), Gravitationsphysik, Prof. in Oldenburg[2]

### L
- Marianne Lambert, emeritierte Prof. für Festkörperphysik an der Universität Paris-Süd, Prix Félix Robin 1981
- Minna Lang (1891–1959)
- Dominique Langevin (* 1947), Prof. Universität Paris-Süd, Gentner-Kastler-Preis
- Gerda Laski (1893–1928), Mitarbeiterin am Handbuch der Physik
- Ellen Lax (1885–1974)
- Michèle Leduc (* 1942), französische Physikerin am Laboratoire Kastler Brossel, 1998 Körber-Preis für die Europäische Wissenschaft
- Juliet Lee-Franzini (* 1933), Prof. an der SUNY, New York, experimentelle Teilchenphysik
- Liliane Leger-Quercy, Prof. Universität Paris-Süd, Polymere an Kontaktflächen, Reibung, Adhäsion, 2004 Prix Félix Robin
- Inge Lehmann (1888–1993), Geophysik
- Helga Lichtenegger (* vor 1975), Materialwissenschaft, Universität für Bodenkultur Wien
- Hendrika Johanna van Leeuwen (1887–1974)
- Michal Lipson (* 1970), MacArthur Fellow
- Liu Na (* 1979), Hertha-Sponer-Preis 2010
- Renate Loll (* 1962)
- Kathleen Lonsdale (1903–1971)
- Martha Lux-Steiner (* 1950), FU Berlin und Hahn-Meitner-Institut, Solarenergie[2]

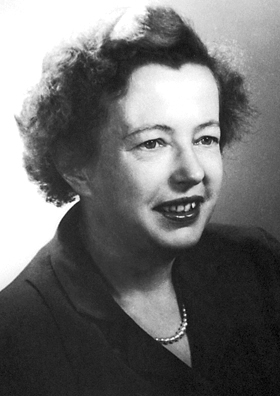
Maria Goeppert-Mayer

### M
- Cristina Marchetti (* 1955)
- Margaret Eliza Maltby (1860–1944)
- Mileva Marić (1875–1948)
- Nergis Mavalvala (* 1968)
- Marcia McNutt (* 1952)

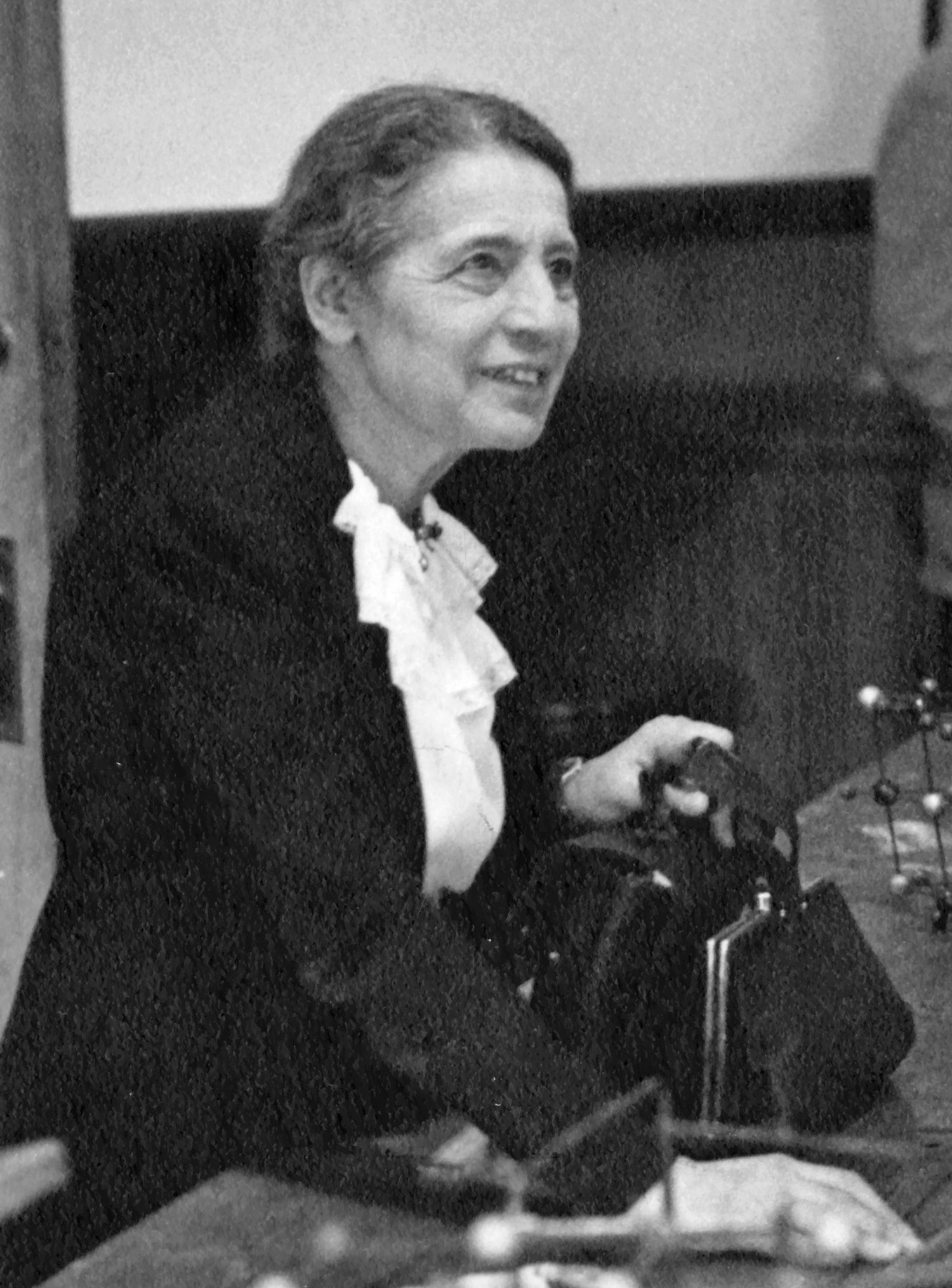
Lise Meitner (um 1946)

- Helen Megaw (1907–2002), Kristallographie, Universität Cambridge
- Lise Meitner (1878–1968)
- Lucy Mensing (1901–1995), frühe Arbeiten zur Quantenmechanik
- Catherine Meusburger (1978), österreichische Mathematikerin und Physikerin, die auf dem Feld der Stringtheorie forscht
- Luise Meyer-Schützmeister (1915–1981), promovierte in Berlin, Argonne National Laboratory, experimentelle Kernphysik, Beteiligung an unabhängiger Bestätigung des Mössbauereffekts 1959
- Lidia Morawska (* 1952), UNESCO-L’Oréal-Preis
- Karina Morgenstern (* 1968), Hertha-Sponer-Preis 2002 (erste Preisträgerin)
- Margaret Murnane (* 1959), Arthur-L.-Schawlow-Preis für Laserphysik 2010

### N

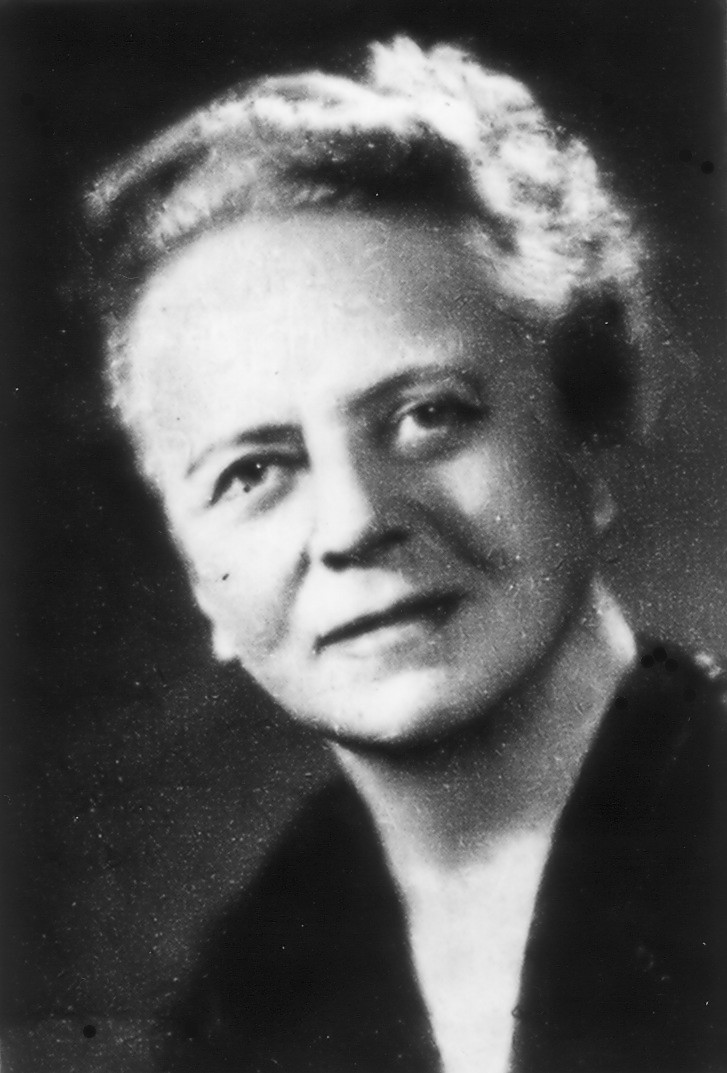
Ida Noddack

- Chiara Nappi (* 1948), Prof. in Princeton, Quantenfeldtheorie, Stringtheorie, mit Edward Witten verheiratet
- Beate Naroska (1943–2008), CERN, DESY, Prof. Uni Hamburg, experimentelle Teilchenphysik
- Elsa Neumann (1872–1902)
- Gertrude Neumark (1927–2010)
- Ida Noddack (1896–1978)
- Tracy Northup (* 1978), Experimentalphysikerin an der Universität Innsbruck, forscht zu Quantennetzwerken
- Anu Noorma (* 1961), Umweltphysikerin, Professorin in Tartu, ehemalige Leiterin des Tartuer Observatoriums

### O
- Yoshiko Ogata, japanische mathematische Physikerin

### P
- Katia Parodi (* 1975), Inhaberin des Lehrstuhls für medizinische Physik an der LMU München
- Felicitas Pauss (* 1951)
- Marguerite Perey (1909–1975)
- Marina Petri, Experimentelle Kernstrukturphysik mit exotischen Ionenstrahlen, TU Darmstadt
- Melba Phillips (1907–2004)
- Agnes Pockels (1862–1935)
- Annemarie Pucci (* 1954), Prof. am Kirchhoff-Institut, Heidelberg, Oberflächenphysik, dünne Filme[2]

### Q
- Susanne Quabis (* 1966), MPI für Optik Erlangen, Nanophotonik[2]
- Helen Quinn (* 1943)

### R

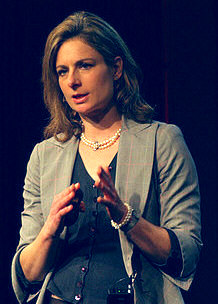
Lisa Randall

- Lisa Randall (* 1962), Teilchenphysik, Stringtheorie und Kosmologie, Lehrstuhlinhaberin an der Harvard University, bekannt für das Randall-Sundrum-Modell
- Heidi Reinholz (* 1959)
- Sylvie Retailleau (* 1965), theoretische Halbleiterphysik, nacheinander Präsidentin der Universität Paris-Süd, der Universität Paris-Saclay und französische Wissenschaftsministerin
- Ana Maria Rey, MacArthur Fellow, Maria-Goeppert-Mayer-Preis
- Heike Riel (* 1971)
- Monika Ritsch-Marte (* 1961), Präsidentin der Österreichischen Physikalischen Gesellschaft 2007–2008, Fellow der Optical Society of America, ERC Advanced Grant
- Sylvie Roke (* 1977), Hertha-Sponer-Preis 2008
- Ilse Rosenthal-Schneider (1891–1990)
- Caroline A. Ross, Professorin am MIT
- Frances M. Ross (* 1964), Elektronenmikroskopie, Professorin am MIT
- Hildegard Rothe-Ille (1899–1942)
- Sheila Rowan (* 1969), Gravitationswellendetektoren
- Olga Georgievna Ryazhskaya (1941–2021), Institut für Kernforschung (INR) der Russischen Akademie der Wissenschaften (RAW), korrespondierendes Mitglied der RAW, Markow-Preis 2007, Neutrinodetektoren

### S
- Irene Sänger-Bredt (1911–1983)
- Myriam Sarachik (1933–2021), Prof. City College of New York, Festkörperphysik, 2005 Oliver E. Buckley Condensed Matter Prize
- Elke Scheer (* 1965), Prof. in Konstanz, Festkörperphysik, Gustav-Hertz-Preis[2]
- Ilme Schlichting (* 1960)

- Inge Schmitz-Feuerhake (* 1935)
- Gisela Schütz (* 1955), Klung-Wilhelmy-Weberbank-Preis
- Anne Schukraft, Fermilab, RWTH Aachen, Hertha-Sponer-Preis 2014
- Petra Schwille (* 1968)
- Bice Sechi-Zorn (1928–1984), experimentelle Teilchenphysik, Prof. University of Maryland
- Franziska Seidl (1892–1983)
- Johanna Levelt Sengers (* 1929), National Institute of Standards, Verhalten von Flüssigkeiten am kritischen Punkt
- Ekaterina Shamonina (* 1970), Hertha-Sponer-Preis 2006
- Christine Silberhorn (* 1974), Gottfried-Wilhelm-Leibniz-Preis 2011, Heinz Maier-Leibnitz-Preis 2008, Hertha-Sponer-Preis 2007
- Eva Silverstein (* 1970), Stringtheorie
- Michelle Yvonne Simmons (* 1967), Quantenphysik, University of New South Wales
- Clara von Simson (1897–1983)
- Sylvia Speller (* 1967)
- Hertha Sponer (1895–1968)
- Johanna Stachel (* 1954)
- Isabelle Staude (* 1982), Hertha-Sponer-Preisträgerin 2017, seit 2020  Professur für Photonische Nanomaterialien an der Friedrich-Schiller-Universität Jena
- Edith Stoney (1869–1938), gilt als die erste medizinische Physikerin
- Florence Stoney (1870–1932), irische Ärztin und erste Radiologin im Vereinigten Königreich
- Donna Strickland (* 1959), Laserphysik, Physik-Nobelpreis 2018
- Hildegard Stücklen (1891–1963), promovierte 1919 bei Robert Wichard Pohl in Göttingen, Privatdozentin in Zürich, später USA, Spektroskopie, Mitarbeiterin am Handbuch der Physik
- Bertha Swirles, Lady Jeffreys (1903–1999), verheiratet mit Harold Jeffreys, Cambridge, Quantentheorie

### T

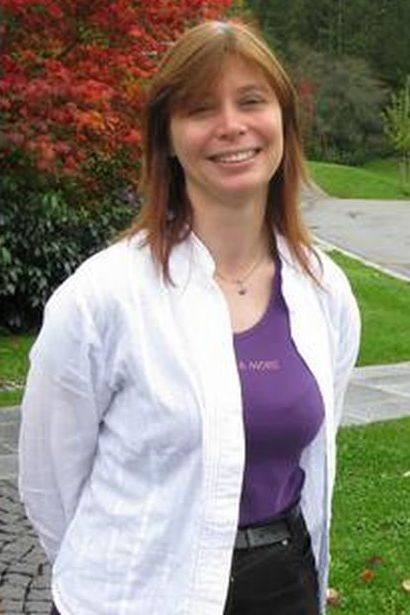
Katrin Wendland (2010)

- Kerstin Tackmann (* 1978), DESY, Hertha-Sponer-Preis 2013
- Kandice Tanner, (* 1980), National Cancer Institute und University of Maryland, College Park, Biophysikerin und Krebsforscherin
- Simone Techert (* 1968), DESY, Max-Planck-Institut für biophysikalische Chemie, Göttingen, Georg-August-Universität, Göttingen, erhielt 2004 den Röntgen-Preis für Ultrakurzdynamik in organischen Festkörpern mit zeitaufgelöster Röntgenstrahlung
- Marie-Antoinette Tonnelat (1912–1980)
- Natalia Toro (* 1985), theoretische Elementarteilchenphysik, gewann 2015 den New Horizons in Physics Prize
- Silvia Torres-Peimbert (* 1940), Physikerin und Astronomin, Prof. Nationale Autonome Universität von Mexiko
- Eleonore Trefftz (1920–2017)

### V
- Elena Vedmedenko (* 1962), Hertha-Sponer-Preis 2005
- Viola Vogel (* 1959), Julius Springer Preis 2006
- Carolyne Van Vliet (1929–2016), niederländisch-amerikanische Physikerin und Hochschullehrerin

### W

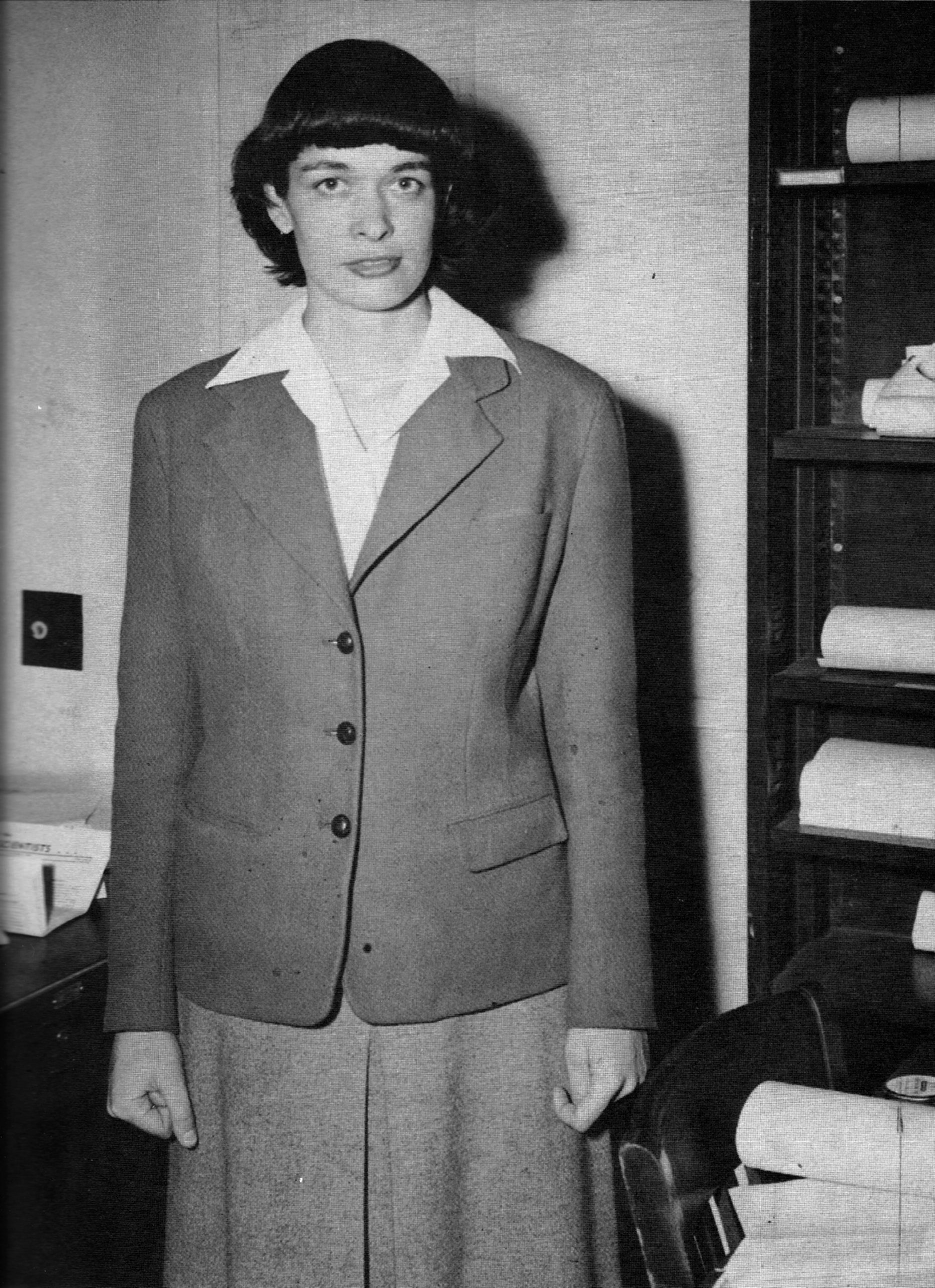
Leona Woods

- Hertha Wambacher (1903–1950), Universität Wien, Schülerin und Kollaborationspartnerin von Marietta Blau
- Katharine Way (1903–1995), Direktorin des Oak Ridge Lab und Prof. an der Duke University, Kernphysik
- Eva Weig (* 1973), Lehrstuhlinhaberin für Nano- und Quantensensorik an der TU München
- Katrin Wendland (* 1970), Professorin am Trinity College Dublin, mathematische Physik, insbesondere Stringtheorie
- Myrjam Winning (geb. Diehl, * 1970), Hertha-Sponer-Preis 2004
- Leona Woods (1919–1986), einzige Frau beim Bau des Chicago Pile, dem ersten Kernreaktor
- Chien-Shiung Wu (1912–1997), „Madame Wu“, chinesisch-amerikanische experimentelle Teilchenphysikerin und Urheberin des Wu-Experiments
- Sau Lan Wu (* 1940), University of Wisconsin–Madison, Teilchenphysik

### Y

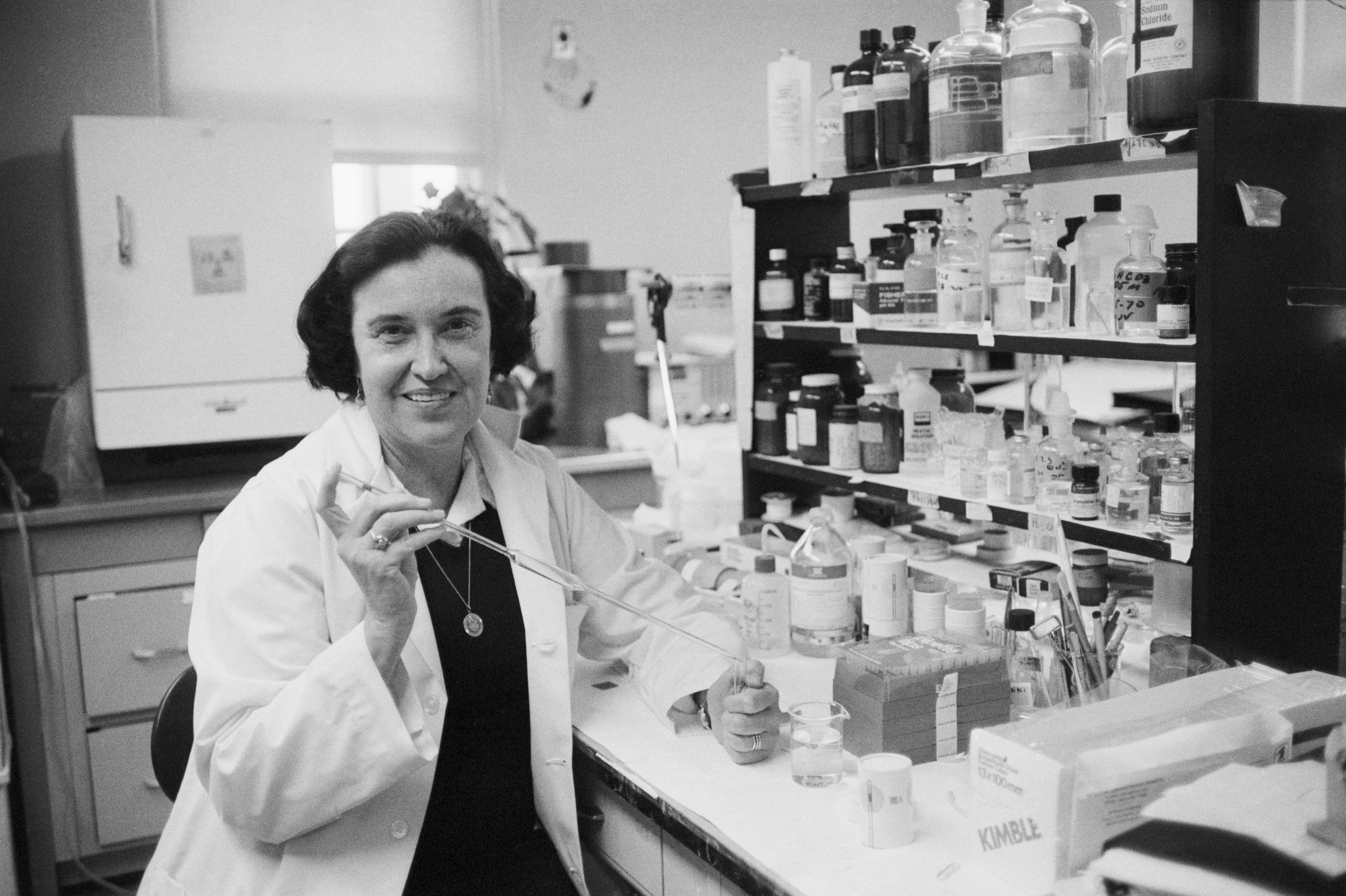
Rosalyn Sussman Yalow (1977)

- Rosalyn Sussman Yalow (1921–2011), Mount Sinai School of Medicine und Yeshiva University, New York, Hormonforschung, Medizin-Nobelpreis 1977
- Susanne Yelin (* 1968), Quantenoptik, promovierte in München und ist Professorin an der University of Connecticut, 2013 Willis-E.-Lamb-Preis
- Fumiko Yonezawa (1938–2019), Prof. Keiō-Universität, UNESCO-L’Oréal-Preis
- Yuasa Toshiko (1909–1980), Kernphysik, erste Physikerin Japans

### Z
- Margit Zacharias (* 1957), Prof. am IMTEK in Freiburg, Nanodrähte[2]
- Xiaowei Zhuang (* 1972), Max Delbruck Prize 2010
- Christiane Ziegler (* 1964), Prof. Uni Kaiserslautern, Oberflächenphysik[2]
- Annette Zippelius (* 1949), Lehrstuhlinhaberin theoretische Physik in Göttingen, erste C4-Physik-Professorin der Bundesrepublik Deutschland, Gottfried-Wilhelm-Leibniz-Preis 1998

## Physik-Historikerinnen
- Marie Boas Hall (1919–2009)
- Nina Byers (* 1930), emeritierte Prof. für Physik an der UCLA, theoretische Physik, Physikgeschichte
- Hertha von Dechend (1915–2001)
- Kirstine Meyer (1861–1941), dänische Wissenschaftshistorikerin, zum Beispiel Temperaturkonzept, Örsted, Ole Römer, sie war Physiklehrerin und Herausgeberin der Fysisk Tidsskrift
- Maria Luisa Righini-Bonelli (1917–1981)
- Daniela Wuensch (* 1960)